# 3-metile-2-ossobutanoato deidrogenasi (ferredossina)
La 3-metile-2-ossobutanoato deidrogenasi (ferredossina) è un enzima appartenente alla classe delle ossidoreduttasi, che catalizza la seguente reazione:
3-metile-2-ossobutanoato + CoA + ferredossina ossidata ⇄ S-(2-metilpropanoil)-CoA + CO2 + ferredossina ridotta
L'enzima è una delle quattro ossidoreduttasi di 2-ossoacidi, differenti tra di loro sulla base dei 2-ossoacidi utilizzati come substrato. Tra di esse figurano la piruvato sintasi, la 2-ossoglutarato sintasi e la indolopiruvato ferredossina ossidoreduttasi. 
L'enzima è dipendente dal coenzima A e contiene anche tiamina pirofosfato e cluster ferro-zolfo. Utilizza preferenzialmente 2-ossoacidi derivati da amminoacidi a catena ramificata (come il 3-metile-2-ossopentanoato, il 4-metile-2-osso-pentanoato, il 2-ossobutirrato e la 3-metiltiopropanammina).